# Monte Ferro
Il monte Ferro è una montagna delle Alpi alta 2348 m. Si trova nelle Alpi Carniche e domina con il versante meridionale il comune di Sappada, in provincia di Udine. Appartiene al gruppo del Rinaldo e si prolunga verso la valle d'Olbe con l'omonima cresta o cresta del Righile, in prossimità degli impianti sciistici di Sappada 2000.